# Viventiole de Lyon
Saint Viventiole, ou Juventiole (en latin Viventiolus), est évêque de Lyon du début du VIe siècle. Il est Saint de l'Église catholique et il est fêté le 12 juillet.

## Biographie
Fils d'Aquilinus un aristocrate lyonnais (lui-même petit-fils de Decimus Rusticus), il est le frère de saint Rustique, archevêque de Lyon (494-501).
Ayant vécu durant le VIe siècle, il est moine de Saint-Oyend (Saint-Claude), dans le Jura. Il est attesté dans les sources comme évêque de Lyon de 515 à 523. En 515, il accompagne Avit, évêque de Vienne, pour la fondation de l'abbaye Saint-Maurice d'Agaune dans le Valais par Sigismond. Il est présent au concile burgonde de 517 et préside le suivant se déroulant à Lyon entre 518 et 523. Sa date de décès n'est pas connue et il fut enterré dans la Basilique des Saint-Apôtres.
Il pourrait être l'auteur d'un ouvrage, Vie des pères du Jura, qui nous renseigne sur les débuts du monachisme de la région. Un commentaire du texte est disponible dans Mélanges d'archéologie et d'Histoire, 1898, vol. 18 par M. l'abbé Louis Duchesne.
Son épitaphe CIL XIII, 2396 a été copiée en 1308.